# سندرم‌های پولیپوزیز
سندرم‌های پولیپوزیس ارثی
سندرم‌های پولیپوزیس ارثی(Inherited polyposis syndromes) مجموعه‌ای از چند سندرم هستند که ویژگی همه آن‌ها وجود پولیپ‌های متعدد بخصوص در سیستم گوارشی است که معمولاً ریشه ارثی دارند.
انواع:
پولیپوز آدنوماتوز فامیلیال (Familial adenomatous polyposis)
سندرم پوتز جگرز ( Peutz–Jeghers syndrome)
سندرم تورکوت (Turcot syndrome)
سندرم پولیپوز جوانان (Juvenile polyposis syndrome)
بیماری کاودن (Cowden disease)
سندرم گاردنر (Gardner's syndrome)
سندرم بنایان-زونانا (Bannayan-Zonana syndrome)

## سندرم‌های پولیپوزیس غیر ارثی
سندرم‌های پولیپوزیس غیر ارثی(Non-inherited polyposis syndromes)نیز مجموعه‌ای از چند سندرم است که ویژگی آنها وجود پولیپ‌های متعدد مخصوصا در سیستم گوارشی است که ریشه آن ناشناخته و غیر ارثی است.[۱]
انواع
سندرم کرونکهایت-کانادا (Cronkhite–Canada syndrome)
سندرم اورسمایرس پولیپیوس(Eversmeyerous polypius)